# 立川京一
立川 京一（たちかわ きょういち、1966年 - ）は、日本の国際政治学者、歴史学者。専門は、国際関係史、軍事史、フランス語圏研究。

## 来歴
東京都生まれ。上智大学外国語学部卒業、1993年、上智大学大学院外国語学研究科国際関係論専攻博士後期課程修了。1999年、博士（国際関係論）。カリタス女子短期大学非常勤講師、上智大学非常勤講師などを経て防衛庁防衛研究所に入所。現在は防衛研究所第1戦史研究室主任研究官。

## 著書

### 単著
- 『第二次世界大戦とフランス領インドシナ――「日仏協力」の研究』（彩流社, 2000年）

### 共編著
- （石津朋之・道下徳成・塚本勝也）『シリーズ軍事力の本質（1）エア・パワー――その理論と実践』（芙蓉書房, 2005年）
- （石津朋之・道下徳成・塚本勝也）『シリーズ軍事力の本質（2）シー・パワー――その理論と実践』（芙蓉書房, 2008年）
- （石津朋之・齋藤達志・岩上隆安）『ランド・パワー原論――古代ギリシアから21世紀の戦争まで』（日本経済新聞出版, 2024年）

### 共訳書
- マイケル・シャラー (五味俊樹・原口幸司・山崎由紀)『アジアにおける冷戦の起源――アメリカの対日占領』（木鐸社, 1996年）
- デイヴィッド・J・バーカソン（池内光久）『カナダの旗の下で――第二次世界大戦におけるカナダ軍の戦い』（彩流社, 2003年）